# Malleostemon minilyaensis
Malleostemon minilyaensis är en myrtenväxtart som beskrevs av John William Green. Malleostemon minilyaensis ingår i släktet Malleostemon och familjen myrtenväxter. Inga underarter finns listade i Catalogue of Life.